# James Sully
James Sully (3 de março de 1842 – 1 de novembro de 1923) foi um psicólogo, filósofo e escritor inglês.

## Biografia
James Sully nasceu em Bridgwater, Somerset, filho de J. W. Sully, um Batista liberal, comerciante e armador. Foi educado no Independent College em Taunton, no Regent's Park College, na Universidade de Göttingen, onde estudou com Hermann Lotze, e na Universidade Humboldt de Berlim, onde estudou com Emil du Bois-Reymond e Hermann von Helmholtz.
Sully foi originalmente destinado ao ministério não conformista e, em 1869, tornou-se tutor clássico no Baptist College, Pontypool. Em 1871, no entanto, adotou uma carreira literária e filosófica. Entre 1892 e 1903, foi Professor de Filosofia da Mente e Lógica no University College London, sendo sucedido por Carveth Read.
Adepto da escola de psicologia associacionista, suas opiniões tinham grande afinidade com as de Alexander Bain. Sully escreveu monografias sobre temas como pessimismo e manuais de psicologia, alguns dos primeiros em inglês, incluindo The Human Mind (1892). Seu Illusions, de 1881, foi elogiado por Freud e Wundt.
Sully abriu um laboratório de psicologia experimental no University College London em janeiro de 1898 e, em 1901, foi membro fundador da Sociedade Britânica de Psicologia.
Sully morreu em Richmond, Surrey, em 1 de novembro de 1923.

## Obras

### Livros
- Sensation and Intuition (1874)
- Pessimism (1877)
- Illusions (1881; 4ª ed., 1895)
- Outlines of Psychology (1884; diversas edições)
- Teacher's Handbook of Psychology (1886)
- Studies of Childhood (1896)
- Children's Ways (1897)
- An Essay on Laughter (1902)
- Italian Travel Sketches (1912)
- My Life and Friends (1918)

### Artigos Selecionados
- "A Estética do Caráter Humano", em: The Fortnightly Review, Vol. XV, 1871.
- "Estética", em: Encyclopædia Britannica, 9ª edição, 1875–1889; republicado online em 1902encyclopedia.com. Acessado em 17 de abril de 2017.